# صدیقه دریایی
صدیقه دریائی ورکاده (زاده ۲۶ اردیبهشت ۱۳۷۰ در آمل) معروف به صدیقه دریایی، از اعضای ووشو زنان ایران در بخش ساندا است.
وی از ۲۱ سالگی موفق شد در مسابقات بزرگسالان قهرمانی آسیا فعالیت خود را دنبال کند و اولین مدال طلای آسیایی خود را در در رده سنی بزرگسالان در این سال به‌دست‌آورد. البته که او پیش از این دستاورد مهم توانسته بود در سال ۲۰۰۹ و در مسابقات جوانان قهرمانی آسیا، به در کشور ماکائو به مدال طلا دست پیدا کند. در کارنامه صدیقه دریایی، ۲ مدال قهرمانی جهان هم به چشم می‌خورد. او در لیگ ووشو ایران هم عضوی از باشگاه سپاهان بوده و سابقه قهرمانی در این رقابت‌ها را هم دارد.

## حواشی
دریایی که به عنوان مربی در مسابقات انتخابی تیم ملی ووشو زنان ایران شرکت کرد، در متن یک درگیری عجیب میان شهربانو منصوریان و خانواده یکی از شرکت‌کنندگان در این دوره قرار گرفت و حتی از سوی کمیته انضباطی ووشو هم به مدت سه ماه از حضور در مسابقات محروم گردید که مدت دو ماه از این محرومیت به مدت یکسال به دلیل اظهار ندامت و پشیمانی و همکاری با رکن قضایی به حالت تعلیق درآمد.

## افتخارات
- مدال طلای مسابقات جوانان قهرمانی آسیا ۲۰۰۹ - ماکائو[۴]
- مدال طلای مسابقات بزرگسالان قهرمانی آسیا ۲۰۱۲ - ویتنام
- مدال طلای مسابقات بزرگسالان قهرمانی جهان ۲۰۱۵ - اندونزی[۵][۶]
- مدال طلای مسابقات بزرگسالان قهرمانی جهان ۲۰۱۶ - چین[۷][۸][۹]
- مدال برنز مسابقات بزرگسالان قهرمانی آسیا ۲۰۱۶ - تایوان[۱۰]